# Jean-Baptiste-Pierre Le Romain
Jean-Baptiste-Pierre Le Romain oder Romain (* unbekannt; † Juli 1780) war ein französischer Ingenieur. Als einer der Beiträger zur Encyclopédie verfasste er knapp 70 Artikel zum Themenbereich Westindien.
Romain war ein Adliger (écuyer). Im Jahr 1734 fertigte er eine Karte der Karibikinsel Martinique an, wo er zu jener Zeit lebte. Sechs Jahre später wurde er zum Hilfsingenieur (sous-ingénieur) berufen und nach Grenada beordert, um die Befestigungswerke der Insel zu verbessern. In einem Brief aus dem Jahr 1742 äußern seine Vorgesetzten sich positiv über Romains Leistungen und geben dabei auch an, er sei unbegütert geboren („né sans biens“) und leide unter Geldmangel. In einem Antwortschreiben aus Versailles wurde Romain daraufhin ein Bonus zuerkannt. Um das Jahr 1748 wurde er schließlich zum leitenden Ingenieur von Grenada befördert.
Kafker nimmt an, Le Romain habe außer seinen Beiträgen zur Encyclopédie nichts schriftliches publiziert. Le Romain wurde schon vor dem Erscheinen des ersten Bandes im Jahr 1751 als Beiträger angeworben und verfasste nahezu 70 Artikel für die Bände 3 bis 16. Aus Sicht der Herausgeber konnte seine Anwerbung für das Enzyklopädieprojekt als Glücksfall gelten – bezog Le Romain ja alle Kenntnisse über die Westindischen Inseln aus eigener Anschauung.
Mehr als die Hälfte seiner Beiträge zur Encyclopédie bestehen aus kurzen Artikeln zu Pflanzen, Tieren, Mineralien und zur Geographie der Antillen. In einer kleineren Zahl von Artikeln setzt sich Le Romain detailliert mit der Herstellung landwirtschaftlicher Produkte wie Zucker und Indigo auseinander. Diejenigen Beiträge, die sich den Bräuchen und Lebensbedingungen der indigenen Bevölkerung und der afrikanischen Sklaven widmen, sind aus eurozentrischer Perspektive geschrieben. Artikel wie Sucrerie (dt. Zuckerplantage) und Nègres considérés comme esclaves dans les colonies de l’Amerique (dt. Negersklaven in den amerikanischen Kolonien) weisen dieselben zeitgenössischen Vorurteile auf wie etwa der Artikel Nègres (dt. Neger) seines Kollegen Jean Henri Samuel Formey. Eine brutale Behandlung der afrikanischen Sklaven lehnt Le Romain allerdings aus rechtlichen, moralischen und wirtschaftlichen Gründen ab.
Am 29. Oktober 1756 hielt sich Le Romain in Paris auf, wo er zusammen mit anderen Enzyklopädisten als Zeuge der Heirat von Paul Henri Thiry d’Holbach und Charlotte-Suzanne Daine auftrat. Vier Jahre später lebte und arbeitete er immer noch auf Grenada. Nach der Eroberung der Insel durch die Briten im Jahr 1762 ist Le Romain vermutlich nach Frankreich zurückgekehrt, danach verliert sich seine Spur.